# Mary Cleave
Mary Cleave (ur. 5 lutego 1947 w Southampton w stanie Nowy Jork, zm. 27 listopada 2023) – amerykańska inżynier i astronautka.

## Życiorys
W 1965 ukończyła szkołę w Great Neck w stanie Nowy Jork, w 1969 uzyskała dyplom z nauk biologicznych na Colorado State University, a w 1975 magisterium z ekologii mikroorganizmów i w 1979 doktorat z inżynierii lądowej i inżynierii środowiska na Utah State University. Od września 1971 do czerwca 1980 pracowała w Utah Water Research Laboratory na Utah State University. 19 maja 1980 została wybrana przez NASA kandydatką na astronautkę, przechodziła szkolenie na specjalistę misji. Od 27 listopada do 3 grudnia 1985 uczestniczyła w misji STS-61-B trwającej 6 dni, 21 godzin i 4 minuty. W jej trakcie umieszczono na orbicie satelity telekomunikacyjne Satcom KU-2, Morelos 2 i Aussat-2. Start nastąpił z Centrum Kosmicznego im. Johna F. Kennedy’ego na Florydzie, a lądowanie w Edwards Air Force Base w Kalifornii. Od 4 do 8 maja 189 brała udział w misji STS-30 trwającej 4 dni i 56 minut, w czasie której wysłano z pokładu wahadłowca międzyplanetarną sondę Magellan, która udała się w kierunku Wenus, gdzie przez cztery lata wykonywała mapę powierzchni planety przy pomocy pokładowego radaru skanującego.
Łącznie spędziła w kosmosie 10 dni i 22 godziny.